# Freixenet de Segarra
Freixenet de Segarra és una entitat de població del municipi de Sant Guim de Freixenet, a la comarca de la Segarra. El topònim prové del llatí fraxinius, que vol dir freixe.
El poble és a l'oest del terme municipal a la dreta de la riera de Vergós Guerrejat, afluent del riu Sió. S'hi accedeix des de la carretera LV-1003. Fins a l'any 1936 Freixenet de Segarra era un municipi independent que comprenia Altadill, Amorós, el Castell de Santa Maria, Palamós, la Rabassa, Sant Domí, Sant Guim de la Rabassa i la Tallada.

## Santa Maria de Freixenet
L'església de Freixenet de Segarra data del segle xi, tot i que ha sofert diverses remodelacions fins que fou refeta l'any 1892.
De la part romànica se'n conserva la capçalera culminada per un absis central i dues absidioles laterals, i també el transsepte, cobert amb voltes de canó perpendiculars a la volta de la nau i amb una cúpula al creuer que es projectava en un cimbori. A l'interior es veneren dues imatges modernes de Sant Llucià i Santa Llúcia i un Sant Crist, obra de Ramon Majà.